# Anneli Alhanko
Anneli Elisabeth Alhanko Skoglund (Bogotà, 11 dicembre 1953) è una ballerina e attrice svedese, figlia del console finlandese Erkki Alhanko, che era di stanza in Colombia quando è nata.

## Biografia
Alhanko è stata studentessa di danza all'Operabaletten, il Balletto dell'Opera di Stoccolma, Svezia. Lei è una delle dodici in tutto il mondo con il titolo di prima ballerina assoluta.
Anneli Alhanko è la zia dell'attrice Josephine Alhanko, Miss Svezia nel 2006.
Alhanko è anche una delle fondatrici della scuola di danza Base 23, che ha aperto a Stoccolma nel gennaio 2010.

## Filmografia
- 1984 - Abbalett
- 1993 - Sista dansen
- 1994 - Dansaren
- 2000 - The Working of Utopia
- 2002 - R.E.A. (Roligt. Elakt. Aktuellt.)